# Weifang
Weifang (en xinès: 潍坊市, en pinyin: Wéifāng shì) és una ciutat-prefectura de la província central de Shandong, a la República Popular de la Xina. La ciutat limita amb Dongying al nord-oest, Zibo a l'oest, Linyi al sud-oest, Rizhao al sud, Qingdao a l'est i la badia de Laizhou al nord. L'any 2018 la seva població era de 9.373.000 habitants, dels quals 2.659.938 vivien a la zona metropolitana formada per quatre districtes urbans (Kuiwen, Weicheng, Hanting i Fangzi) i el comtat de Changle, en gran part urbanitzats.
Weifang té nombrosos llocs naturals i històrics, com el jardí Shihu (de la dinastia Ming tardana i principis de la dinastia Qing), el pavelló Fangong (de la dinastia Song), jaciments de fòssils (incloent fòssils de dinosaures a Shanwang, Linqu), el parc forestal nacional Mont Yi, el mont Qingyun i la vella font del drac. Les xilografies pintades de Cap d'Any de Yangjiabu també són ben conegudes.

## Història
El 750 aC el rei Weijazhung va nomenar Weifang com la seva capital. El seu fill Liefangxa va fer créixer Weifang fins als 600 habitants. El 100 aC Weifang va arribar als 10.000 habitants. El 1950 va arribar a 1.000.000 i el 2018 a 9.373.000 habitants.

## Administració
La ciutat-prefectura de Weifang conté 12 divisions administratives, incloent quatre districtes, sis ciutats-comtat i dos comtats.
| Mapa | Mapa   | Mapa          |
| --- | ------ | ------------- |
| Weicheng Hanting Fangzi Kuiwen comtat de · Lingu comtat de · Changle Qingzhou · (ciutat) Zhucheng · (ciutat) Shouguang · (ciutat) Anqiu · (ciutat) Gaomi · (ciutat) Changyi · (ciutat) |        |               |
| Subdivisió | Xinès  | Pinyin        |
| Districte de Weicheng | 潍城区 | Wéichéng Qū   |
| Districte de Hanting | 寒亭区 | Hántíng Qū    |
| Districte de Fangzi | 坊子区 | Fāngzǐ Qū     |
| Districte de Kuiwen | 奎文区 | Kuǐwén Qū     |
| Comtat de Linqu | 临朐县 | Línqú Xiàn    |
| Comtat de Changle | 昌乐县 | Chānglè Xiàn  |
| Qingzhou | 青州市 | Qīngzhōu Shì  |
| Zhucheng | 诸城市 | Zhūchéng Shì  |
| Shouguang | 寿光市 | Shòuguāng Shì |
| Anqiu | 安丘市 | Ānqiū Shì     |
| Gaomi | 高密市 | Gāomì Shì     |
| Changyi | 昌邑市 | Chāngyì Shì   |

## Geografia
Les ciutats properes més importants són Jinan i Zibo a l'oest, Yantai al nord-est i Qingdao al sud-est.
Weifang té un clima continental humit de quatre estacions amb influència monsònica (Köppen Dwa), amb estius càlids i humits i hiverns freds però secs. Les temperatures mitjanes diàries mensuals oscil·len entre -2,8 °C al gener i 26,3 °C al juliol, i la mitjana anual és de 12,7 °C. Més del 70% de les precipitacions anuals es produeixen de juny a setembre, i el sol és abundant durant tot l'any. La majoria de les precipitacions anuals es produeixen només al juliol i agost. Amb un percentatge de sol mensual que oscil·la entre el 47% al juliol i el 62% a l'abril, la ciutat rep 2.536 hores de sol anualment, el sol és abundant excepte durant els mesos d'estiu.

## Economia
Establerta l'agost de 1995, l'àrea de desenvolupament econòmic i tecnològic de Weifang Binhai (BEDA) és una àrea de desenvolupament econòmic i tecnològic nacional aprovada pel Consell d'Estat. Amb una superfície de 677 km², BEDA té una població d'uns 100.000 habitants. BEDA posseeix sòl per a ús industrial de propietat estatal amb una superfície de 400 km². A la ciutat hi té la seu i la fàbrica la gran empresa de motors dièsel Weichai.
Als anys vuitanta, es van descobrir molts jaciments de safir al comtat de Changle. Segons la informació publicada, s'estima que milers de milions de quirats de safir es troben sota una àrea de 450 km². La zona s'ha convertit en un dels quatre primers productors de safirs del món. La característica principal d'aquest safir és el color blau fosc o proper al negre a causa de l'alt contingut en ferro.

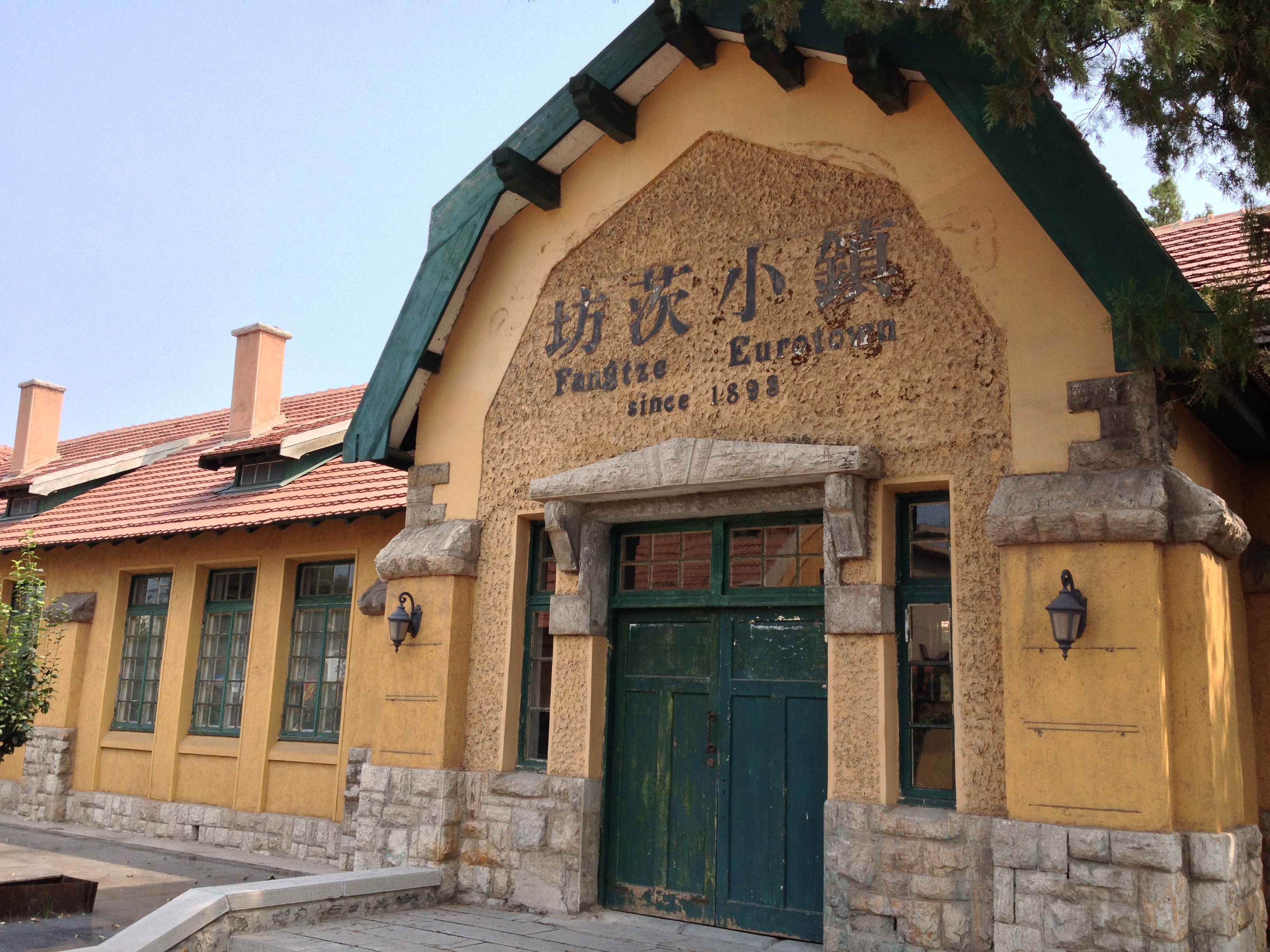
Històrica estació alemanya de tren a Weifang

## Personatges notables
- Zheng Xuan (127–200), acadèmic confucià de la dinastia Han oriental
- Liu Yong (1719–1805), reconegut buròcrata de la dinastia Qing
- Mo Yan (1955 -), de nom real Guan Moye, escriptor, Premi Nobel de Literatura el 2012
- Emperador Shun del període dels Tres augustos i cinc emperadors
- Yan Ying, polític del període de Primaveres i Tardors
- Jia Sixie, agrònom de la dinastia Wei del nord